# Saló Internacional del Còmic de Barcelona de 2008
El 26è Saló Internacional del Còmic de Barcelona es va celebrar entre el dijous 17 i el diumenge 20 d'abril de 2008 al Palau nr. 8 de la Fira de Barcelona.
En aquesta ocasió el Saló va voler posar èmfasis en la relació entre el còmic i disciplines com el cinema, la televisió o els videojocs. Diverses de les exposicions posaven de manifest aquesta estreta relació, com per exemple la mostra «Fotogrames il·lustrats», amb diversos treballs que el dibuixant Miguelanxo Prado havia fet per a sèries i pel·lícules animades. Una altra exposició, «El laberint de DDT», fou dedicada als efectes especials, maquillatge i robòtica aplicada al cinema fantàstic. L'exposició Heroes, per altra banda, fou dedicada a la popular sèrie televisiva Heroes i mostrava originals del dibuixant Tim Sale. Fins i tot el dibuixant italià Milo Manara, que feia acte de presència al Saló, comptava amb una pròpia mostra amb treballs que posaven de manifest la seva relació amb el cineasta Federico Fellini. Addicionalment a totes aquestes exposicions, una de les grans estrelles del Saló fou Ray Harryhausen, tècnic nord-americà especialitzat en efectes visuals cinematogràfics.
La comunitat invitada en aquesta ocasió foren les Illes Balears, que va comptar amb un estand monogràfic propi. També va destacar per la notable presència del còmic argentí, amb representants com Luis Scarfi, Liniers i sobretot Quino, el més conegut d'ells i autor de la popular figura de còmic Mafalda. Altres invitats que van acaparar l'atenció del públic i dels mitjans de comunicació foren les estrelles internacionals Moebius, Peter Bagge i Milo Manara.
El Saló va ocupar una superfície de 16.000 m², com l'any anterior, i comptà amb una mica més d'expositors, assolint la xifra de 140. Va tancar les portes repetint una assistència rècord de 100.000 visitants, igual que en l'edició anterior.

## Exposicions

### Exposicions centrals
- Fotogrames il·lustrats. Exposició dedicada a l'obra de Miguelanxo Prado, guanyador del Gran Premi del Saló de 2007. La mostra va recollir treballs realitzats per l'autor en el camp de l'animació. Miguelanxo Prado havia dissenyar la sèrie de dibuixos animats Men in Black i desenvolupat una altra sèrie animada basada en la mascota del Club Xabarin. També, el 2006 havia escrit el guió i dirigit la pel·lícula d'animació De profundi, la qual fou nominada als premis Goya a la categoria de millor pel·lícula d'animació.

- Vinyetes censurades. Exposició comissariada per Vicent Sanchis dedicada a la censura el s. XX a Espanya. La mostra fou un recorregut per la repressió soferta per la premsa satírica espanyola, des del setmanari Cu-Cut el 1905, passant per la revista El Papus o el segrest de la revista El Jueves el 2007 per part del jutge de l'Audiència Nacional espanyola Juan del Olmo, degut a una portada dedicada als prínceps d'Astúries. La mostra també repassa la censura soferta pels còmics de superherois destinats a públic infantil i juvenil.

- 50è aniversari de Mortadel·lo i Filemó. Exposició dedicada als cèlebres personatges de còmic Mortadel·lo i Filemó, de Francisco Ibáñez, amb motiu del 50è aniversari de la seva creació.[5]

- El laberint de DDT. Exposició que mostrà algunes de les creacions més destacades de la companyia DDT, dedicada als efectes especials, maquillatge i la robòtica aplicada al cinema. L'empresa havia guanyat un Oscar al millor maquillatge per la pel·lícula El laberinto del fauno (2006) i un premi Goya als millors efectes especials per L'orfenat (2007). També, havia participat en les dues entregues cinematogràfiques de Hellboy (2004 i 2008), dirigides per Guillermo del Toro. L'exposició mostrà el procés de producció dels seus treballs, permetent de veus els dissenys originals fins al resultat final.

- Heroes. Exposició dedicada a la sèrie televisiva Heroes que presentà les il·lustracions originals del dibuixant Tim Sale, que a la sèrie són dibuixades pel personatge d'Isaac Mendez (interpretat per Santiago Cabrera).

- Milo Manara i Frederico Fellini. Exposició que mostrà la relació entre el cineasta Fellini i el dibuixant Milo Manara.

- Michael Golden. Exposició amb diversos originals del dibuixant estatunidenc Michael Golden, autor del comic book The 'Nam, sobre la guerra del Vietnam.

### Exposicions dels guanyadors del Saló del Còmic de 2007
- Bardín el superrealista. Exposició dedicada al còmic Bardín el superrealista de Max, triple guanyador dels premis del Saló: a la Millor obra, Millor Dibuix i Millor Guió de 2007, a més de Premi Nacional del Còmic.

- David Rubín. Exposició antològica de l'obra de David Rubín, proclamat Autor Revelació de 2007 pel còmic La tetería del oso malayo (Astiberri).

- Barsowia. Exposició dedicada al fanzine Barsowia, que va obtenir el premi al Millor fanzine del Saló de 2007. L'exposició fou una selecció de diversos treballs publicats al fanzine.

## Palmarès

### Gran Premi del Saló
Premi atorgat en reconeixement de tota una trajectòria professional. Dotat amb 6.000 euros.
- Pasqual Ferry

### Millor obra
Premi dotat amb 3.000 euros.
| Títol                                               | Autor              | Editorial       |
| --------------------------------------------------- | ------------------ | --------------- |
| Arrugues                                            | Paco Roca          | Astiberri       |
| El Evangelio de Judas                               | Alberto Vázquez    | Astiberri       |
| Bienvenido al mundo. Enciclopedia Universal Clismon | Miguel Brieva      | Reservoir Books |
| Jazz Maynard 1: Home Sweet Home                     | Raule Roger Ibáñez | Diábolo         |
| María y yo                                          | Miguel Gallardo    | Astiberri       |

### Millor obra estrangera
Premi sense dotació econòmica.
| Títol                          | Títol original                 | Autor                          | Editorial   | País         |
| S                              | S                              | Gipi                           | Sins Entido | Itàlia       |
| El bulevar de los sueños rotos | The Boulevard of Broken Dreams | Kim Deitch Simon Deitch        | La Cúpula   | Estats Units |
| Lucille                        | Lucille                        | Ludovic Debeurme               | Norma       | França       |
| Nunca me has gustado           | Je ne t'ai jamais aimé         | Chester Brown                  | Astiberri   | Canadà       |
| R.G. Volum 1. Riyad-sur-Seine  | Riyad-sur-Seine (RG)           | Frederik Peeters Pierre Dragon | Astiberri   | França       |

### Autor revelació
Premi dotat amb 3.000 euros.
| Autor         | Títol                                  | Editorial |
| ------------- | -------------------------------------- | --------- |
| Carlos Areces | Ocurrió cerca de tu casa: Sabe Dios    | El Jueves |
| Pere Pérez    | Guerreros urbanos: tormenta de hostias | Siurell   |
| Clara Tanit   | Wassalon                               | Astiberri |
| Lola Lorente  |                                        |           |
| Jorge Parras  |                                        |           |

Nominacions desqualificades
| Autor           | Títol                           | Editorial |
| --------------- | ------------------------------- | --------- |
| Roger Ibáñez    | Jazz Maynard 1: Home Sweet Home | Diábolo   |
| Alberto Vázquez | El Evangelio de Judas           | Astiberri |
| Carlos Vermut   | Psico Soda                      | Dibbuks   |

Si bé els autors Roger Ibáñez, Alberto Vázquez i Carles Vermut inicialment havien estat nominats al premi a l'autor revelació, finalment Ficomic els va desqualificar per no complir amb els requisits de les bases. Les condicions establien que el 2007 els nominats havien d'haver publicat la seva primera o segona obra unitària en format àlbum o novel·la gràfica, o en forma d'historietes aparegudes en revistes o altres publicacions. Com que aquests tres nominats ja havien publicat més de dues obres, Ficomic els va haver de suprimir de la llista de nominats. En substitució, entraren a formar part de la llista de nominats els autors Pere Pérez, Lola Lorente i Jorge Parras.

### Millor fanzine
Premi dotat amb 1.200 euros.
| Títol           |
| --------------- |
| Fanzine enfermo |
| Rantifuso       |
| Trauma          |
| Usted           |
| Gagarín         |

### Millor dibuix
Premi dotat amb 3.000 euros.
| Títol                                               | Autor           | Editorial       |
| --------------------------------------------------- | --------------- | --------------- |
| Jazz Maynard 1: Home Sweet Home                     | Roger Ibáñez    | Diábolo         |
| Orn: Historia Universal                             | Quim Bou        | Dolmen          |
| El Evangelio de Judas                               | Alberto Vázquez | Astiberri       |
| Bienvenido al mundo. Enciclopedia Universal Clismon | Miguel Brieva   | Reservoir Books |
| Psico Soda                                          | Carlos Vermut   | Dibbuks         |

### Millor guió
Premi dotat amb 3.000 euros.
| Títol                                               | Autor               | Editorial       |
| --------------------------------------------------- | ------------------- | --------------- |
| Arrugues                                            | Paco Roca           | Astiberri       |
| El Evangelio de Judas                               | Alberto Vázquez     | Astiberri       |
| El gabinete del doctor Salgari                      | Santiago Valenzuela | Astiberri       |
| Bienvenido al mundo. Enciclopedia Universal Clismon | Miguel Brieva       | Reservoir Books |
| María y yo                                          | Miguel Gallardo     | Astiberri       |

### Millor revista
Premi dotat amb 1.200 euros.
| Títol           | Editorial |
| --------------- | --------- |
| El Manglar      | Dibbuks   |
| Amaniaco        |           |
| Argh!           |           |
| Dolmen          | Dolmen    |
| Dos Veces Breve |           |

### Millor divulgació
| Llista de nominats |
| ------------------ |
| Manuel Darias      |
| Pepo Pérez         |
| Álvaro Pons        |
| Jaume Vidal        |
| Yexus              |

### Premis del públic
Els premis votats pel públic es van concedir en un total de vuit categories.
| Categoria              | Obra                                  | Autor           | Editorial           |
| ---------------------- | ------------------------------------- | --------------- | ------------------- |
| Millor obra            | Guerreros Urbanos: Tormenta de ostias | Pere Pérez      | Dolmen              |
| Millor obra estranjera | S                                     | Gipi            | Sins Entido         |
| Millor guió            | Un hombre feliz                       | Antonio Seijas  | Ediciones De Ponent |
| Millor dibuix          | El evangelio de Judas                 | Alberto Vázquez | Astiberri           |
| Autor revelació        | Guerreros Urbanos: Tormenta de ostias | Pere Pérez      | Dolmen              |
| Millor revista         | Retranca                              | diversos        | -                   |
| Millor fanzine         | Ojo de Pez                            | diversos        | -                   |
| Millor divulgació      | -                                     | Yexus           | -                   |

## Invitats
Invitats internacionals
Quino, Peter Bagge, Moebius, Milo Manara i Ray Harryhausen.